# Les Fables aberrantes de Ping et Pong
 (février 2025).
Motif : Absence de sources
- Archive Wikiwix
- Bing
- Cairn
- DuckDuckGo
- E. Universalis
- Gallica
- Google
- G. Books
- G. News
- G. Scholar
- Persée
- Qwant
- (zh) Baidu
- (ru) Yandex
- (wd) trouver des œuvres sur Wikidata

| 1. | Préciser le motif de la pose du bandeau. | Précisez le motif de la pose du bandeau en utilisant la syntaxe suivante : {{admissibilité à vérifier\|date=mars 2025\|motif=remplacez ce texte par le motif}}                                             |
| 2. | Informer les utilisateurs concernés.     | Pensez à avertir le créateur de l'article, par exemple, en insérant le code ci-dessous sur sa page de discussion : {{subst:avertissement admissibilité à vérifier\|Les Fables aberrantes de Ping et Pong}} |

Les fables aberrantes de Ping et Pong est une série de bande dessinée belge créée dans le journal Spirou no 2497 par Didgé caché sous un nouveau pseudonyme à chaque gag.

## Synopsis
Les deux balles se racontent, à chaque épisode, une histoire qui se terminent chaque fois par une moralité en calembour… à deux balles.

## Personnages
- Ping et Pong, 2 balles de tennis de table.

## Publication

### Albums
La série n'a jamais été publiée en album.

### Revues
La série a été publiée dans le journal Spirou entre 1986 et 1988.